# IC 2118
IC 2118 (znana również ze względu na swój kształt jako mgławica Głowa Czarownicy) – mgławica refleksyjna uważana za bardzo starą pozostałość po supernowej. Jest chmurą gazu oświetloną przez pobliskiego jasnego nadolbrzyma, Rigela, leżącego w konstelacji Oriona. Sama mgławica znajduje się w konstelacji Erydanu, około 1000 lat świetlnych od Ziemi.

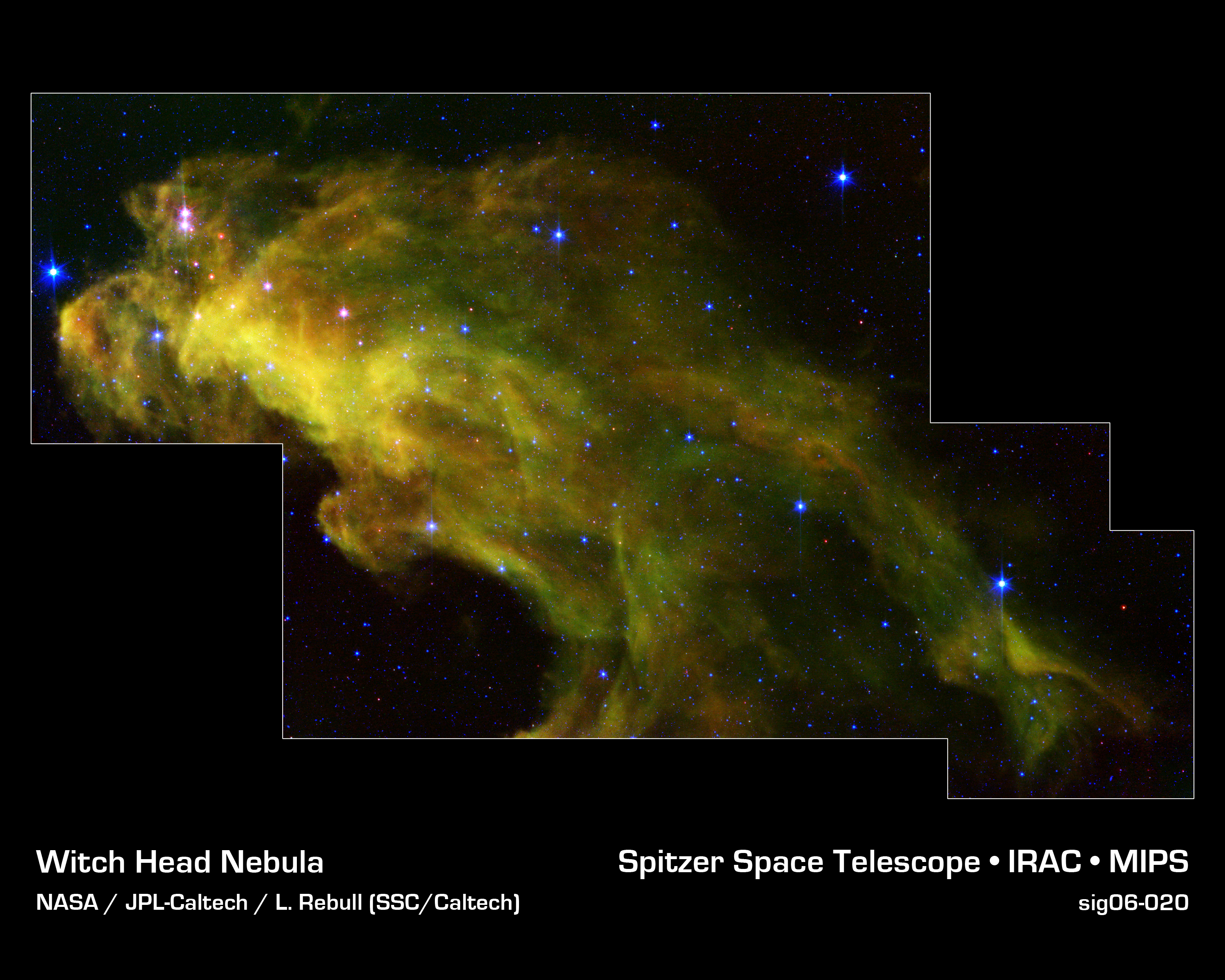
Zdjęcie w podczerwieni ukazujące młode gwiazdy (różowe) tworzące się w mgławicy (Kosmiczny Teleskop Spitzera)

Kolor mgławicy pochodzi nie tylko od gwiazdy Rigel, lecz przede wszystkim jest wynikiem rozpraszania światła na cząstkach pyłu; niebieskie światło jest rozpraszane bardziej efektywnie niż czerwone, a to jest głównym czynnikiem nadającym Głowie Czarownicy jej niebieski kolor. Analogiczny proces w ziemskiej atmosferze powoduje, że niebo za dnia ma niebieski kolor.
IC 2118 odkrył Max Wolf 16 stycznia 1891 roku. Być może jednak jest to ta sama mgławica, którą zaobserwował William Herschel 20 grudnia 1786 roku, a która została skatalogowana w New General Catalogue przez Johna Dreyera jako NGC 1909. W pozycji podanej przez Herschela nic jednak nie ma, niektórzy astronomowie przypuszczają więc, że Herschel popełnił prosty błąd i zamienił kierunki wschód-zachód przy obliczaniu pozycji obiektu względem gwiazdy Rigel.